# Supermalloy
Supermalloy ist eine Nickellegierung aus 79 % Nickel, 16 % Eisen und 5 % Molybdän.

## Elektromagnetische Eigenschaften
Der spezifische Widerstand von Supermalloy ist 600 nΩ·m. Supermalloy ist ein weichmagnetischer Werkstoff für Magnetkerne.
Es besitzt eine hohe Permeabilitätszahl, welche zwischen 100.000 und 300.000 – andere Quellen sprechen von 105-106 – liegt, und eine niedrige Koerzitivfeldstärke, behält also den Zustand der Magnetivität nicht lange.

## Einsatz
Supermalloy wird in der Produktion von Komponenten für Radiotechnik, Telefonie und telemechanischen Instrumenten verwendet. Aufgrund der hohen Permeabilität ist es ein wichtiger Werkstoff zur Abschirmung (Schirmwerkstoff).